# Тепих-бомбардовање
Тепих-бомбардовање  има за циљ да нанесе што већу штету на изабраној површини. Тепих-бомбардовање се постиже испуштањем великих количина бомби без навођења, што представља супротност у односу на гађање бункера или аеродрома где се има само једна мета. Код тепих-бомбардовања нема одабране мете већ је циљ нанети што већу штету и зато се ова врста бомбардовања још назива бомбардовање комплетног разарања.

## За време Другог светског рата
За време Другог светског рата ова врста бомбардовања је коришћена током немачких напада на Британију, где су поред војних циљева гађана и цивилна насеља. Ову тактику Немачка примењује кроз цео рат како би се дала предност пешадији и могућност брзе победе без отпора на чему се и заснивала операција Блицкриг. Исту тактику почињу да примењују и Савезници, у почетку током кампању у Тунису где је авијација дала подршку копненим трупама, а касније и током искрцавања у Нормандији.

### Рат на Пацифику
На Пацифику тепих-бомбардовање је интензивно коришћено у бомбардовању цивилних циљева у Јапану. У ноћи 9-10. марта 1945. супертешки бомбардери су усмеравани на најгушћe насељене цивилне секторе Токија. У овим нападима је погинуло 100 хиљада становника Токија, многи су остали без крова над главом. До бацања атомске бомбе на Хирошиму и Нагасаки у девет месеци бомбардовања погинуло је 580 хиљада цивила. Најтеже су поред Токија погођени Осака, Нагоја и Кобе.

### Бомбардовање Београда у Другом светском рату
У бомбардовању Београда 6. априла 1941 у 6:30 ујутру примењено је тепих-бомбардовање. У овом нападу немачка авијација је користила 234 бомбардера и 120 ловаца и бацила 440 тона бомби. Приликом напада разорен је већи део Београда и погинуло је 2.274 цивила.